# Rally Cataluña de 1998
El Rally Cataluña de 1998, oficialmente 34º Rally Catalunya - Costa Brava (Rallye de España), fue la edición 34º y la quinta ronda de la temporada 1998 del Campeonato Mundial de Rally. Se celebró del 20 al 22 de abril y contó con un itinerario de diecinueve tramos de asfalto que sumaban un total de 400,71 km cronometrados. también fue puntuable para el Campeonato Mundial de Producción y el Campeonato de España.
El vencedor fue el francés Didier Auriol a bordo de un Toyota Corolla WRC que lideró la prueba desde el segundo tramo y sacó casi un minuto a su compañero de marca Freddy Loix que terminó segundo con otro Corolla. Tercero fue Tommi Mäkinen con un Mitsubishi Lancer Evo V.

## Itinerario y ganadores
| Día        | Tramo | Hora  | Nombre                   | Distancia | Ganador                   | Tiempo  | Vel. media | Líder rally   |
| ---------- | ----- | ----- | ------------------------ | --------- | ------------------------- | ------- | ---------- | ------------- |
| 1 (20 abr) | SS1   | 10:51 | La Trona 1               | 12.86 km  | Bruno Thiry               | 8:31,9  | 90.44 km/h | Bruno Thiry   |
| 1 (20 abr) | SS2   | 11:20 | Alpens - Les Llosses 1   | 21.95 km  | Didier Auriol             | 13:44,4 | 95.85 km/h | Didier Auriol |
| 1 (20 abr) | SS3   | 12:39 | Coll de Santigosa 1      | 10.62 km  | Didier Auriol             | 6:49,1  | 93.45 km/h | Didier Auriol |
| 1 (20 abr) | SS4   | 13:27 | Coll de Bracons 1        | 19.89 km  | Didier Auriol             | 13:02,0 | 91.57 km/h | Didier Auriol |
| 1 (20 abr) | SS5   | 15:08 | La Fullaca - St Hilari 1 | 21.98 km  | Didier Auriol             | 14:11,0 | 92.98 km/h | Didier Auriol |
| 1 (20 abr) | SS6   | 15:37 | Cladells                 | 15.27 km  | Colin McRae               | 10:13,0 | 89.68 km/h | Didier Auriol |
| 1 (20 abr) | SS7   | 17:04 | St Feliu - Tossa 1       | 18.96 km  | Jesús Puras               | 12:16,5 | 92.68 km/h | Didier Auriol |
| 2 (21 abr) | SS8   | 10:09 | La Riba 1                | 32.72 km  | Tommi Makinen Freddy Loix | 20:40,6 | 94.95 km/h | Didier Auriol |
| 2 (21 abr) | SS9   | 11:13 | Prades                   | 13.77 km  | Gilles Panizzi            | 8:25,2  | 98.12 km/h | Didier Auriol |
| 2 (21 abr) | SS10  | 12:18 | El Priorat               | 20.67 km  | Didier Auriol             | 14:42,9 | 84.28 km/h | Didier Auriol |
| 2 (21 abr) | SS11  | 13:09 | Sta Marina               | 27.47 km  | Philippe Bugalski         | 17:09,7 | 96.04 km/h | Didier Auriol |
| 2 (21 abr) | SS12  | 15:04 | La Figuera - Escaladei   | 45.57 km  | Didier Auriol             | 29:05,3 | 94.00 km/h | Didier Auriol |
| 2 (21 abr) | SS13  | 16:52 | La Riba 2                | 32.72 km  | Freddy Loix               | 20:36,9 | 95.23 km/h | Didier Auriol |
| 3 (22 abr) | SS14  | 08:21 | La Trona 2               | 12.86 km  | Freddy Loix               | 8:31,3  | 90.55 km/h | Didier Auriol |
| 3 (22 abr) | SS15  | 08:50 | Alpens - Les Llosses 2   | 21.95 km  | Didier Auriol             | 13:41,5 | 96.19 km/h | Didier Auriol |
| 3 (22 abr) | SS16  | 10:09 | Coll de Santigosa 2      | 10.62 km  | Tommi Makinen             | 6:45,5  | 94.28 km/h | Didier Auriol |
| 3 (22 abr) | SS17  | 10:57 | Coll de Bracons 2        | 19.89 km  | Didier Auriol             | 13:02,2 | 91.54 km/h | Didier Auriol |
| 3 (22 abr) | SS18  | 12:43 | La Fullaca - St Hilari 2 | 21.98 km  | Freddy Loix               | 14:08,3 | 93.28 km/h | Didier Auriol |
| 3 (22 abr) | SS19  | 14:31 | St Feliu - Tossa 2       | 18.96 km  | Didier Auriol             | 12:18,5 | 92.43 km/h | Didier Auriol |

## Clasificación final
| Pos.                 | Piloto                | Copiloto                    | Automóvil                    | Tiempo    | Diferencia | Puntos |
| WRC                  | WRC                   | WRC                         | WRC                          | WRC       | WRC        | WRC    |
| -------------------- | --------------------- | --------------------------- | ---------------------------- | --------- | ---------- | ------ |
| 1.                   | Didier Auriol         | Denis Giraudet              | Toyota Corolla WRC           | 4:18:36,9 | 0.0        | 10     |
| 2.                   | Freddy Loix           | Sven Smeets                 | Toyota Corolla WRC           | 4:19:30.3 | +53,4      | 6      |
| 3.                   | Tommi Mäkinen         | Risto Mannisenmaki          | Mitsubishi Lancer Evo V      | 4:19:46.3 | +1:09,4    | 4      |
| 4.                   | Richard Burns         | Robert Reid                 | Mitsubishi Carisma GT Evo V  | 4:20:10.4 | +1:33,5    | 3      |
| 5.                   | Philippe Bugalski     | Jean-Paul Chiaroni          | Citroën Xsara Kit Car        | 4:20:28.3 | +1:51,4    | 2      |
| 6.                   | Gilles Panizzi        | Hervé Panizzi               | Peugeot 306 Maxi             | 4:20:44.0 | +2:07,1    | 1      |
| 7.                   | Carlos Sainz          | Luis Moya                   | Toyota Corolla WRC           | 4:21:05.7 | +2:28,8    |        |
| 8.                   | François Delecour     | Daniel Grataloup            | Peugeot 306 Maxi             | 4:21:24.6 | +2:47,7    |        |
| 9.                   | Uwe Nittel            | Christina Thorner           | Mitsubishi Carisma GT Evo IV | 4:22:45.6 | +4:08,7    |        |
| 10.                  | Rui Madeira           | Nuno Rodrigues da Silva     | Toyota Corolla WRC           | 4:25:24.5 | +6:47,6    |        |
| PWRC                 |                       |                             |                              |           |            |        |
| 1.(20.)              | Gustavo Trelles       | Martin Christie             | Mitsubishi Lancer Evo V      | 4:41:04.7 | 0.0        | 10     |
| 2.(23.)              | Manfred Stohl         | Peter Müller                | Mitsubishi Lancer Evo III    | 4:50:04.5 | +8:59.8    | 8      |
| 3.(24.)              | Gabriel Méndez        | Carlos Villete              | Mitsubishi Lancer Evo IV     | 4:51:03.7 | +9:59.0    | 6      |
| Campeonato de España |                       |                             |                              |           |            |        |
| 1. (15.)             | Oriol Gómez           | Marc Martí                  | SEAT Ibiza Kit Car           | 4:28:38.1 | 0.0        |        |
| 2. (17.)             | Salvador Cañellas jr. | Xavier Lorza                | SEAT Ibiza Kit Car           | 4:31:52.5 | +3:14.4    |        |
| 3. (18.)             | javier Azcona         | Inma Vittorini              | Citroën Saxo Kit Car         | 4:38:30.6 | +9:52.5    |        |
| 4. (22.)             | Sergio Vallejo        | Diego Vallejo               | Citroën Saxo Kit Car         | 4:47:07.8 | +18:29.7   |        |
| 5. (28.)             | Manuel Cabo           | Francisco Rodríguez Gabriel | Seat Ibiza GTi 16V           | 5:02:50.1 | +34:12.0   |        |